# Teorema de Morera
En anàlisi complexa, una branca de les matemàtiques, el Teorema de Morera proporciona un criteri bàsic per demostrar que una funció és holomorfa. Deu el seu nom al matemàtic italià Giacinto Morera (1856-1909).

## Enunciat
Sigui {\displaystyle f(z)} una funció complexa contínua en un domini connectat {\displaystyle D} del pla complex que satisfà:
{\displaystyle \oint _{\gamma }f(z)\,dz=0}
en tots els subconjunts tancats {\displaystyle \gamma } de {\displaystyle D}. Aleshores {\displaystyle f(z)} és analítica en {\displaystyle D}.